# Ирски сетер црвени
Ирски црвени сетер, или ирски сетер ((енгл. irish red setter), је раса ловачких паса.

## Историја расе
Ирски сетер је узгајан у Ирској, а као самостална раса формиран је средином 19. века. За разлику од многих других раса, ирски сетер је тежак за обуку и веома је несташан. Ово може да се превазиђе добром обуком.

## Изглед
Грациозан, пропорционално грађен пас. Користи се у летње-јесењој сезони лова на мочварну, степску и планинску дивљач.
Ирски сетер је један од већих паса, али њихово тело је далеко од тога да буде тако мишићаво и снажно као код многих других једнако високих паса.
Висина мужјака је 58-67 цм, женки 55-62 цм.
Тело ових паса је издужено, шапе су дугачке, јаке, ирски сетери се крећу прилично брзо.
Глава је мала, са блиско постављеним очима, уши су велике, меке, висеће.
Длака таквих паса је дуга, али није мекана, напротив, тврда је и густа, али без подлаке.
Кожа таквих паса је лишена набора, веома је танка, али еластична.
Њихова боја је углавном кестенаста са црвеном нијансом, тамно или светлоцрвена.
Дозвољене су беле мрље на грудима и ногама.

## Карактеристике расе
Ирски црвени сетер је пријатељски, темпераментан и енергичан пас. Брз је, издржљив, стоји у типичној пози - получучањ. Није погодан за људе који воле мир и личну удобност. Потребне су му дуге шетње са способношћу слободног трчања; он ће добити неопходну пажњу пратећи власника на вожњи бициклом или док трчи. Воли да се игра, брз је и лако учи уз потребан надзор. Као и сви пси са развијеним ловачким инстинктом, мора да научи основне вештине послушности како би слушао команде власника и у шетњи у природи. Код куће, ово је пријатан и миран пас.